# 19 век
XIX век започва на 1 януари 1801 г. и свършва на 31 декември 1900 г. Векът се характеризира с такива явления, като индустриализация, засилена урбанизация и разцвет на колониализма, а от друга страна – с невиждани достижения на науката, културата и изкуството. В рамките на столетието своя принос за напредъка и благополучието на човечеството дават огромен брой учени, изобретатели, авантюристи и велики политици. Неповторимото културно наследство на XIX век включва шедьоврите на едни от най-великите музиканти, художници, архитекти, писатели и поети.

## Събития

### Главни тенденции
- Индустриализация
- Демократизъм
- Национализъм

### Събития
- 1805 г. – Германският пътешественик и ботаник А. фон Хумболт публикува книгата си „Опит за география на растенията“, в която описва петгодишното си пътешествие по двата американски материка и въвежда понятието „география на растенията“.
- 1814 г. – В Лондон улиците започват да се осветяват с газ, подаван централно по газопровод. Английският изобретател Джордж Стефънсън строи локомотиви, първият от който е използван за превоз на въглища през Англия.
- 1822 г. – Римокатолическата църква сваля двувековната забрана, тегнеща върху произведенията на Коперник, Галилей и Кеплер.
- 1841 г. – В Париж е създадено улично осветление.
- Май 1844 г. – В САЩ е осъществена първата телеграфна междуградска връзка между Вашингтон (федерален окръг Колумбия) и Балтимор (щат Мериленд). Самюел Морз предава на асистента си първото телеграфно съобщение.
- 1854 г. – Английската медицинска сестра Флоранс Найтингейл и отряд санитарки оказват помощ на ранените по време на Кримската война. Найтингейл създава система за подготовка на средни и младши медицински кадри във Великобритания.
- 1855 г. – Американският океанограф Матю Мори публикува „Физическа география на моретата“ – първият учебник по океанография. Най-голяма известност му донася картата на течението Гълфстрийм („река в океана“), което пренася маси топла вода от полуостров Флорида до Северна Атлантика (островите Шпицберген и Нова земя).
- 1859 г. – Английският естествоизпитател Чарлз Дарвин излага в книгата си „Произход на видовете“ теорията за еволюцията по пътя на естествения отбор. На основата на събран от него обширен материал той доказва, че видовете се изменят и се появяват нови видове, по-приспособени към условията на околната среда, измествайки предходните видове.
- 1863 г. – Открито е Лондонското метро – първата подземна железница.
- 1863 г. – Учредяване на Генералната конференция на Църквата на адвентистите от седмия ден.
- 1869 г. – Открит е Суецкият канал.
- 1871 г. – Чарлз Дарвин публикува книгата си „Произход на човека и половия отбор“, в която излага еволюционната теория.
- 1873 г. – В Сан Франциско (САЩ) е пуснат първият в света трамвай.
- 2 юли 1900 г. – Германският конструктор на дирижабли Фердинанд Цепелин лети с първия от серията си „твърди“ дирижабли.

## Личности
България
- Васил Левски – революционер, идеолог и организатор на българското националноосвободително движение, национален герой на България
- Христо Ботев – национален герой, революционер, блестящ поет и публицист
- Георги Сава Раковски – революционер и възрожденец
- Никола Обретенов – български революционер от град Русе (тогава Русчук), син на Баба Тонка Обретенова и участник в четата на Христо Ботев
- Добри Чинтулов – знаменит български поет, композитор и педагог
- Захари Стоянов – български революционер, политик, журналист и писател, участник в Априлското въстание и негов пръв историограф
- Баба Тонка – българска революционерка и героиня от град Русе. Майка на Никола, Петър, Ангел и Георги Обретенови – ключови фигури в българското националосвободително движение
- Стефан Стамболов – бележит български държавник, революционер, политик, поет и журналист
- Иван Вазов – български поет и писател, наричан често „патриарх на българската литература“
- Алеко Константинов – талантлив български писател, адвокат, общественик и основател на организираното туристическо движение в България
- Георги Бенковски – български революционер, основна фигура в организацията и ръководител на Априлското въстание
- Георги Сава Раковски – български революционер и възрожденец, демократ, публицист, журналист, историк и етнограф
- Евлоги Георгиев – български предприемач, банкер и мезантроп
- Христо Георгиев – български предприемач, банкер, щедър дарител, брат на Евлоги Георгиев
- Кольо Фичето – легендарен български възрожденски строител, архитект и скулптор
- Хаджи Димитър – един от най-значимите български войводи, родом от град Сливен и възпят от Ботев в едноименната поема
- Васил Априлов – български възрожденски предприемач, просветен деец, дарител и меценат. Родом от град Габрово, той открива първото българско взаимно училище, сегашната Априловска гимназия.
- Стефан Караджа – български национален герой, революционер от българското националноосвободително движение и войвода
- Любен Каравелов – български поет, писател, енциклопедист, журналист, етнограф и национален герой
- Петър Берон – български лекар, стопански и просветен деец и дарител. Учен-енциклопедист, педагог, философ и естественик. Автор на „Рибния буквар“ – първия български буквар.
- Пенчо Славейков – знаменит български поет, един от участниците в литературния кръг „Мисъл“
- Панайот Хитов – български хайдутин, националреволюционер и четнически войвода от град Сливен

Извън България
- Кралица Виктория – кралица на Обединеното кралство Великобритания и Ирландия, императрица на Индия
- Наполеон Бонапарт – френски император
- Бенджамин Дизраели – британски държавен деец и писател, два пъти министър-председател на Великобритания
- Клеменс фон Метерних – австрийски политик, една от най-влиятелните фигури в европейската политика през първата половина на XIX век
- Франц Йосиф – император на Австро-Унгария
- Ейбрахам Линкълн – президент на САЩ
- Ото фон Бисмарк – пруски и по-късно германски държавен деец, канцлер на Германската империя
- Джузепе Гарибалди – италиански революционер, генерал и политик
- Томас Джеферсън – президент на САЩ, политически философ и революционер
- Карл Маркс – немски философ, социолог, писател, журналист, обществен деец и идеолог
- Теодор Рузвелт – президент на САЩ
- Михаил Скобелев – руски офицер, генерал от пехотата
- Джон Рокфелер – американски предприемач и филантроп
- Сара Бернар – легендарна френска драматична актриса
- Зигмунд Фройд – австрийски невролог и психолог, основател на психоанализата
- Марк Твен – литературен псевдоним на Самюъл Лангхорн Клемънс, американски писател, журналист и хуморист
- Томас Едисън – американски изобретател и предприемач
- Братя Люмиер – Огю̀ст Марѝ Луѝ Николà и Луи Жан – основоположници на киното и едни от първите сценаристи, режисьори и оператори
- Чарлз Дарвин – английски учен и естествоизпитател
- Чарлз Дикенс – английски писател, най-значимият прозаик на Викторианската епоха
- Винсент ван Гог – холандски художник, един от най-видните представители на постимпресионизма
- Фредерик Шопен – полски композитор от периода на романтизма и виртуозен пианист
- Клод Моне – френски художник, основател и защитник на стила импресионизъм
- Пьотър Илич Чайковски – руски композитор от епохата на романтизма
- Джузепе Верди – италиански композитор от периода на романтизма, автор главно на опери
- Ханс Кристиан Андерсен – датски писател и поет, известен най-вече със своите приказки
- Александър Пушкин – руски писател, смятан за първия велик руски поет и родоначалник на съвременната руска литература
- Едуар Мане – френски художник импресионист
- Антон Павлович Чехов – виден руски писател и драматург
- Лорд Байрон – британски поет, водещ представител на английския романтизъм
- Йохан Волфганг фон Гьоте – немски писател, поет, драматург, хуманист, учен, философ и политик
- Жул Верн – френски писател, романист, автор на пиеси, либрета за оперети и разкази
- Мария Кюри – френска физичка и химичка, пионер в областта на радиологията
- Жорж Бизе – френски композитор, представител на романтизма, автор на операта „Кармен“
- Рихард Вагнер – немски композитор, диригент, режисьор и есеист
- Джейн Остин – английска писателка
- Александър Дюма-баща – френски писател – романист
- Николай Гогол – руски писател
- Братя Грим – Якоб и Вилхелм Грим – автори на сбирки с немски народни приказки
- Фридрих Ницше – германски класически филолог, философ и писател
- Жорж Санд – литературен псевдоним на френската писателка Амандин Орор Люсил Дюпен, автор на многобройни романи, разкази, повести, пиеси и журналистически текстове
- Лев Толстой – руски писател, автор на романи, разкази, пиеси, есета и религиозни трактати
- Роберт Шуман – германски композитор и пианист, един от най-видните представители на романтизма от първата половина на XIX век
- Флорънс Найтингейл – английска медицинска сестра, пионер в медицинската грижа, статистик и обществен деятел
- Иван Тургенев – руски писател
- Емил Зола – влиятелен френски романист, основател и виден представител на натурализма
- Дмитрий Менделеев – руски учен-енциклопедист – химик, физик, икономист, технолог, геолог, метеоролог и педагог
- Алфред Нобел – шведски химик, инженер и предприемач
- Ференц Лист – унгарски пианист и композитор от романтичния период в музиката
- Пол Гоген – френски живописец, скулптор и график постимпресионист
- Хайнрих Хайне – един от най-значимите немски поети на XIX век
- Оскар Уайлд – британски драматург, писател и поет
- Луи Пастьор – френски химик и биолог
- Клод Дебюси – френски композитор, един от основоположниците на импресионизма в музиката
- Йоханес Брамс – германски композитор, пианист и диригент, един от водещите представители на романтизма в музиката
- Пол Сезан – френски живописец, който осъществява връзката между импресионизма и кубизма
- Франц Шуберт – австрийски композитор, един от най-видните представители на виенската класическа музикална школа
- Пол Сезан – френски живописец, който осъществява връзката между импресионизма и кубизма
- Франсиско Гоя – испански живописец и график, дворцов художник на Испанската корона
- Феликс Менделсон – германски композитор, диригент и пианист
- Иван Павлов – руски физиолог и психолог, академик
- Никола Тесла – американски изобретател, физик и електромашинен инженер
- Николо Паганини – италиански композитор и виртуозен цигулар
- Анри дьо Тулуз-Лотрек – френски художник, представител на постимпресионизма
- Пиер-Огюст Реноар – френски художник, един от основоположниците на импресионизма
- Михаил Лермонтов – руски поет и писател, един от основните представители на романтизма в руската литература
- Хариет Бичър Стоу – американска писателка
- Иван Тургенев – руски писател
- Огюст Роден – френски скулптор, един от основоположниците на импресионизма в пластичното изкуство
- Фридрих Енгелс – германски философ, икономист и революционер
- Артър Конан Дойл – британски писател, автор на романи и разкази, най-известен като създател на образа на детектива Шерлок Холмс
- Джакомо Леопарди – италиански поет, есеист, философ и филолог, последовател на романтизма
- Марсел Пруст – френски писател – романист, критик и есеист
- Стендал – псевдоним на Анри Мари Бейл, френски писател, известен с прецизния психологически анализ на своите герои
- Брам Стокър – ирландски писател, спечелил слава като автор на романа на ужаса „Дракула“
- Пол Верлен – един от най-значимите френски поети
- Майкъл Фарадей – английски физик и химик, известен с откритията и приносите си в областта на електромагнетизма и електрохимията
- Александър фон Хумболт – германски естественик и изследовател, географ и пътешественик
- Вилхелм Майбах – германски машинен инженер, изтъкнат автоконструктор и индустриалец
- Джон Адамс – първият вицепрезидент и вторият президент на САЩ
- Бенито Хуарес – мексикански политик, президент на Мексико от 1861 до 1872
- Джеферсън Дейвис – американски политик и президент на Конфедералните американски щати по време на тяхното съществуване между 1861 и 1865
- Бъфало Бил – прочут американски ловец на бизони. Той е една от най-колоритните фигури на Дивия запад
- Джон Пирпонт Морган – американски предприемач, банкер и колекционер на произведения на изкуството
- Леви Щраус – американски индустриалец от германски произход, създател на дънките
- Самюъл Уайт Бейкър – британски изследовател, офицер, естественик и инженер
- Александра Датска – съпруга на крал Едуард VII и кралица на Великобритания, императрица на Индия и датска принцеса. От 1910 до нейната смърт тя е Кралица майка.
- Николай Пржевалски – руски пътешественик, географ, изследовател на Централна Азия и генерал-майор
- Гюстав Моро – френски художник, представител на течението символизъм
- Камий Писаро – френски живописец, един от основателите на импресионизма
- Иля Репин – руски художник, живописец, майстор на портрети, исторически и битови сцени. Той е една от водещите фигури в движението Передвижници.
- Джеймс Тисо – френски художник, който след френско-пруската война емигрира и твори в Англия
- Александър Бородин – руски композитор и химик, доктор по медицина, професор и академик
- Михаил Глинка – известен руски композитор. Считан е за основоположник на руската класическа музика. Получава широко признание и извън родината си.
- Николай Римски-Корсаков – руски композитор, педагог, диригент, общественик, музикален критик. Автор е на 15 опери, 3 симфонии, симфонически картини, камерна музика.
- Антонио Салиери – италиански композитор, диригент, педагог и капелмайстор. Той е една от най-известните личности на европейската музикална култура от XVIII – XIX век, оказали влияние върху историята на операта в Австрия, Италия и Франция.
- Франсоа-Рене дьо Шатобриан – виден френски писател, представител на френския романтизъм и политик
- Емили Дикинсън – американска поетеса, автор на около 1800 стихотворения
- Джордж Елиът – английска писателка, един от най-значимите романисти от Викторианската епоха
- Гюстав Флобер – известен френски писател
- Алберт Айнщайн – германски физик-теоретик, философ и писател; смятан за един от най-влиятелните и известни учени и интелектуалци за всички времена, често определян и като бащата на съвременната физика.

## Изобретения, открития
- 1803 г. – Английският изобретател Ричард Тревитик създава първия локомотив. Английският физик и химик Джон Далтън въвежда понятието „атомно тегло“ и определя първи атомното тегло (масата) на редица химически елементи.
- 1807 г. – Американският изобретател Робърт Фултън построява първия в света параход с колела „Клермонт“.
- 1807 – 1808 г. – Френският изобретател Жозеф Мари Жакар създава така наречената машина на Жакар (за декоративни килими, покривки и т.н.).
- 1809 г. – Френският зоолог Жан-Батист Ламарк създава учението за еволюцията („ламаркизъм“) и въвежда термина „биология“.
- 1812 г. – Френският зоолог Жорж Кювие публикува книгата си „Изследване на изкопаемите останки“ – първа монография по палеонтология. Макар че описва измрелите форми на живот подробно и ги класифицира по схемата на Линей, той не ги счита за предци на живеещите днес организми. Не признава изменението на видовете и обяснява смяната на изкопаемите фауни с така наречената теория за катастрофите.
- 1815 г. – В Германия Карл фон Зауерброн изобретява велосипеда.
- 1820 г. – Френският учен Андре Мари Ампер доказва, че бобината (соленоидът) действа като магнит, когато по него тече електрически ток. Ампер е един от основоположниците на термодинамиката. На негово име е наречена единицата за сила на електрическия ток ампер.
- 1821 г. – Английският физик Майкъл Фарадей въвежда понятието „електромагнитно поле“. Чрез опит с магнити и електрически проводници той доказва, че електричеството може да предизвиква движение.
- 1822 г. – Френският лингвист Жан-Франсоа Шамполион става основател на съвременната египтология, като разшифрова древноегипетските йероглифи, изсечени върху така наречения Розетски камък.
- 1827 г. – Френският изобретател Жозеф Нисефор Непс намира начин за фиксиране на изображения и става един от създателите на фотографията.
- 1831 г. – Майкъл Фарадей изобретява динамомашината (електрогенератора), способна да създава електричество неограничено дълго време. Така са поставени основите на електротехниката.
- 1834 г. – В Съединените американски щати е изобретена жетварката.
- 1834 г. – Слепият френски педагог Луи Брайл разработва релефен шрифт за писане и четене от слепи.
- 1836 г. – Американският изобретател Самюел Колт проектира шестзаряден пистолет с въртящ се барабан (револвер).
- 1837 г. – Американският художник Самюел Морз изобретява електромеханичен телеграфен апарат за предаване и приемане на съобщения с кодирани знаци.
- 1839 г. – Френският изобретател Луи Дагер разработва фотографски метод – дагеротипията. Дагеротипът е пластинка, покрита със сребро върху която в процеса на фотографирането се появява позитивно изображение.
- 1839 г. – Американският изобретател Чарлз Гудир открива вулканизацията на каучука.
- 1841 г. – Германският оръжейник Йохан Дрейз създава първата магазинна пушка.
- 1847 г. – Британският учен Чарлз Бабидж изобретява офталмоскопа – инструмент за изследване на анатомията на окото.
- 1848 г. – В САЩ е конструирана крачната шевна машина.
- 1849 г. – В САЩ е създадена безопасната игла.
- 1851 г. – Френският физик Жан Бернар Леон Фуко осъществява опит с махало (така нареченото махало на Фуко), потвърждаващ денонощното въртене на Земята.
- 1852 г. – Във Франция е създаден дирижабълът.
- 1855 г. – Германският химик Роберт Бунзен изобретява газова горелка, наречена на негово име.
- 1856 г. – Открит е череп на неандерталец в долината Неандер (по река Дюсел, приток на Рейн) близо до Дюселдорф (Германия). Английският изобретател Хенри Бесемер създава бесемеровия конвертор, използващ продухването на въздух през течен чугун за превръщането му в желязо.
- 1858 г. – Английският пътешественик-изследовател на Африка Джон Хенинг Спик открива най-голямото африканско езеро – Виктория.
- 1860 г. – Френският изобретател Етиен Ленуар създава първия двигател с вътрешно горене.
- 1861 г. – В САЩ е изобретена скорострелната картечница.
- 1864 г. – Френският металург Пиер Мартен изобретява метод за топене на стомана в пламъкова пещ, получила името „мартенова“.
- 1866 г. – Австрийският естествоизпитател Грегор Мендел формулира закономерностите на наследствеността. Учението на Мендел става основа на класическата генетика. Шведският изобретател Алфред Нобел създава динамита – взривно вещество на основата на нитроглицерина. Под ръководството на американския предприемач Сайръс Филд е прокаран постоянен трансатлантически телеграфен кабел.
- 1876 г. – Александър Греъм Бел, американски учител от шотландски произход, изобретява телефона.
- 1877 г. – Американският изобретател Томас Алва Едисон прави опит с първия фонограф. За записващо устройство служи металически цилиндър със спирален нарез.
- 1878 г. – В Лондон е демонстрирана първата лампа с нажежаваща се въглена нишка. В САЩ е изобретена сачмената писалка (първообраз на днешната химикалка).
- 1885 г. – Германският инженер Карл Фридрих Бенц конструира първия автомобил, работещ с бензин.
- 1888 г. – Американският изобретател Джордж Истмън пуска в продажба евтин и прост за използване фотоапарат „Кодак“.
- 1889 г. – Германският инженер Готлиб Даймлер създава свой автомобил.
- 1889 г. – В САЩ фирмата „Сингер“ пуска в продажба първите шевни машини с електрическо задвижване.
- 1889 г. – В САЩ започват да се използват таксофони – телефонни автомати, работещи с пускане на монета.
- 1893 г. – В САЩ е създадена закопчалка, предшественичка на ципа.
- 1893 г. – Американският механик Хенри Форд прави опити с бензиновата каляска – конструиран от него автомобил.
- 1895 г. – Френските изобретатели Луи Люмиер и Огюст Люмиер създават кинематографа – първия киноапарат за снимки и прожектиране върху екран на „движещи се картинки“.
- 1896 г. – Италианският радиотехник Гулиелмо Маркони изобретява радиоприемника.
- 1897 г. – Германският инженер Рудолф Дизел разработва дизеловия двигател.
- 1898 г. – Френските физици Пиер Кюри и Мария Кюри изследват радиоактивното излъчване. Те въвеждат термина „радиоактивност“. Руският учен и изобретател Константин Едуардович Циолковски обосновава възможността да се използват ракети за междупланетни съобщения.